# Ašchabad
Ašchabad (turkmensky Aşgabat) je hlavní město Turkmenistánu. Ve městě žije podle sčítání z roku 2022 celkem 1,03 mil. obyvatel. 

## Historie

### 19.–20. století
Město je relativně mladé, založeno bylo teprve v roce 1881. V 80. létech 19. století je obsadili Rusové a postavili pevnost. V této době bylo město rozvíjeno jako provinční centrum, a to vzhledem ke svému významu pohraničního města ležícího u důležité hranice Ruska s Persií. Roku 1917 zde byla ustanovena sovětská moc, město bylo přejmenováno na Poltorack (Полторацк) po místním revolucionářovi bolševiku P. G. Poltorackém. V roce 1927 však byl po obnovení Turkmenistánu v rámci SSSR jako svazové republiky původní název obnoven. Za sovětských časů probíhal rozvoj spojený s industrializací a stavbou panelových sídlišť. Toto narušilo pouze silné zemětřesení 6. října 1948, které si vyžádalo až 110 000 obětí (60 % tehdejšího počtu obyvatel metropole), po kterém bylo třeba město znovu vybudovat. Na přelomu září a října 1979 se před mezinárodním hotelem konaly noční vojenské přehlídky před invazí do Afghánistánu. Po roce 1991 se stal Ašchabad hlavním městem a během autokratické vlády prezidenta Saparmurata Nijazova tu vzniklo mnoho paláců a monumentů. Tradičním doplňkem města je závodiště pro velbloudy. Městskou dopravu zajišťují trolejbusy i autobusy.

## Osobnosti
- Kurban Berdyjev (* 1952), bývalý turkmenský resp. sovětský fotbalista, v současnosti trenér
- Inga Babakovová (* 1967), bývalá sovětská, později ukrajinská atletka, skokanka do výšky, bronzová medailistka z LOH 1996
- Serdar Berdymuhamedov (* 1981), turkmenský politik, od 19. března 2022 třetí prezident Turkmenistánu
- Elnur Hüseynov (* 1987), ázerbájdžánský zpěvák
- Ruslan Mingazov (* 1991), turkmenský fotbalový záložník a reprezentant
- Anastasiya Prenko (* 1993), bývalá turkmenská profesionální tenistka

## Partnerská města
- Aktau, Kazachstán
- Albuquerque, USA (1990)
- Ankara, Turecko (1994)
- Astana, Kazachstán (2017)
- Atény, Řecko
- Bamako, Mali (1974)
- Biškek, Kyrgyzstán (2018)
- Dušanbe, Tádžikistán (2017)
- Kyjev, Ukrajina (2001)
- Lan-čou, Čína (1992)
- Taškent, Uzbekistán (2017)